# Modifizierte Z-Transformation
Die Modifizierte Z-Transformation stellt eine Erweiterung der zeitdiskreten Z-Transformation dar, um auch Signalwerte zwischen ganzzahligen Abtastzeitpunkten im Rahmen der zeitdiskreten Regelungstechnik verarbeiten zu können. Die dafür nötigen Modifikationen der Z-Transformation wurden in Arbeiten von Eliahu Ibrahim Jury im Jahr 1958 vorgestellt. Primäre Anwendung liegt bei der Erkennung von Instabilitäten zufolge der zeitdiskreten Signalverarbeitung von Regelstrecken, beispielsweise im Bereich der Leistungselektronik für hochdynamische elektrische Antriebssysteme.

## Definition
Die modifizierte Z-Transformation weist für kausale Signale mit positiven und ganzzahligen k folgende Definition auf:
{\displaystyle G(z,m)=\sum _{k=0}^{\infty }f((k+m)T)z^{-k}\ }
mit {\displaystyle T} der Periodendauer und einem „Verzögerungsfaktor“ {\displaystyle m}, der einen Teil der Periodendauer darstellt und im Bereich {\displaystyle [0,1)} liegt.
Anschaulich stellt die modifizierte Z-Transformation eine unilaterale Z-Transformation dar, die vor dem Abtastglied zur Gewinnung der diskreten Signalfolge ein zusätzliches Laufzeitglied mit der Verzögerung
{\displaystyle \mathrm {e} ^{-(1-m)Ts}}
aufweist. Bei zeitlich konstanten {\displaystyle m} gelten die Eigenschaften der Z-Transformation.

## Korrespondenzen
Einige der wichtigen Korrespondenzen der modifizierten Z-Transformation lauten:
| Zeitbereich f(t)                     | Spektralbereich G(z,m)                                                                          |
| ------------------------------------ | ----------------------------------------------------------------------------------------------- |
| σ(t)                                 | {\displaystyle {\frac {z}{z-1}}}                                                                |
| {\displaystyle t}                    | {\displaystyle {\frac {mT}{z-1}}+{\frac {T}{(z-1)^{2}}}}                                        |
| {\displaystyle \mathrm {e} ^{-at}}   | {\displaystyle {\frac {\mathrm {e} ^{-amT}}{z-\mathrm {e} ^{-aT}}}}                             |
| {\displaystyle 1-\mathrm {e} ^{-at}} | {\displaystyle {\frac {1}{z-1}}+{\frac {\mathrm {e} ^{-amT}}{z-\mathrm {e} ^{-aT}}}}            |
| {\displaystyle \sin(\omega t)}       | {\displaystyle {\frac {z\sin {(m\omega T)}+\sin {((1-m)\omega T)}}{z^{2}-2z\cos {\omega T}+1}}} |

Für {\displaystyle m=0} gehen die Korrespondenzen in die Formen der Z-Transformation über. Die modifizierte Z-Transformation wird daher auch als erweiterte Z-Transformation bezeichnet.